# 崇德服務區
崇德服務區位於台灣花蓮縣秀林鄉崇德村，占地約估20公頃，原為國道五號蘇花高計畫設置之服務區（並規劃與台鐵轉運，與太魯閣交流道合併），現則為台9線蘇花公路安全提升計畫中規劃興建的服務區，經由台9線蘇花公路安全提升計畫之崇德端點進入。崇德服務區將提供長途用路旅客蘇澳—花蓮間休憩需求，及台9線蘇花改與蘇花安路段多為連續長隧道之安全管理考量，因此成為蘇花路廊間除國道五號蘇澳服務區、民營之台泥DAKA園區外的服務區與休息站選擇，亦為台9線上第一個服務區。
預計設置於崇德村下崁台地附近，鄰近立霧溪、太魯閣大橋與花東快速公路計畫起點，並計畫優先給崇德村在地商家進駐服務區，內部規劃設置有：加油站、旅客服務中心、汙水處理廠、廁所、停車場、公路警察、消防救災、監工站房舍等建築物。另提供空間、就業機會給當地部落族人。本服務區南側之崇德端點預計銜接花東快速公路。

## 地方意見
- 反對方居民、前花蓮縣議會議長賴進坤、時任秀林鄉代主席賴俊傑、時任花蓮區漁會監事王鐙億（現名王登義）、時任崇德村長卓明義、時任秀林鄉代程美蓮、花蓮縣議員鄭寶秀與邱光明等當地民代[13]主張設立外環道及服務區會影響商家生計、減損當地土地價值及破壞生態文化而反對興建服務區及外環道。[10][14][15][16]
- 支持方居民則駁斥反對方居民乃基於自家生意與個人利益而希望車流塞在崇德社區並忽視崇德地區事故頻傳[17][18]和部分居民不遵守交通規則的問題[19][20][21][22][23]，並有支持者表示現在務農的人不多且為了部落及孩子發展應設立服務區與開闢外環道[24]；時任花蓮縣議員田韻馨則說，設置服務區確實有助部落經濟及觀光文化發展[25]；時任崇德村達基力（得吉利）部落主席高陳宏明則表示需考量崇德社區塞車問題及部落居民生機[26]。
- 2023年7月22日，崇德村得吉利（達基力）部落會議投票決議，同意設立服務區與開闢外環道。[27]